# Narnia (gruppo musicale)
I Narnia sono un gruppo christian, neo-classical e power metal fondato dal chitarrista Carl Johan Grimmark e dal cantante Christian Liljegren. Il gruppo è nato in Svezia nel 1996.

## Formazione

### Formazione attuale
- Christian Liljegren (ora Christian Rivel)[senza fonte] – voce (1996-2008, 2014-presente)
- Carl Johan Grimmark – basso, chitarra, programmazione, tastiere (1996-2010, 2014-presente)
- Jonatan Samuelsson – basso (2017-presente)
- Martin Claésson (ora Martin Härenstam)[senza fonte] – tastiere (1997-2003, 2010, 2014-presente)
- Andreas Johansson – batteria (1997-2010, 2014-presente)

### Ex componenti
- Fredrik Junhammar – batteria (1997)
- Jakob Persson – basso (1997-2001)
- Sonny Larsson – voce secondaria (1997-2000)
- Linus Kåse – tastiere (1999-2004)
- Andreas Olsson – basso (2001-2010, 2014-2016)
- Germán Pascual – voce (2008-2010)

## Discografia

### Album in studio
- 1997 – Awakening
- 1998 – Long Live the King
- 2000 – Desert Land
- 2003 – The Great Fall
- 2006 – Enter the Gate
- 2009 – Course of a Generation
- 2016 – Narnia
- 2019 – From Darkness to Light
- 2023 – Ghost Town

### Album dal vivo
- 2006 – At short notice... Live in Germany
- 2018 – We Still Believe - Made in Brazil

### Singoli
- 2016 – Reaching for the Top
- 2016 – Messengers
- 2016 – I Still Believe

### Raccolte
- 2007 – Decade of Confession

#### Partecipazioni
- 1999 – AA. VV. – Music for the Next Millennium Volume I
- 2013 – AA. VV. – Metal for Jesus

## Videografia

### DVD
- 2004 – At short notice... Live in Germany (bonus track : After All These Years...)